# Amana (Liliaceae)
Pour les articles homonymes, voir Amana.
Classification phylogénétique
Genre
Amana est un genre de plantes à fleurs de la famille des Liliaceae. Ce sont des plantes bulbeuses étroitement apparentées aux tulipes et incluses dans le genre Tulipa par certains auteurs. Les espèces du genre Amana sont rencontrées en Chine, au Japon et en Corée,. Actuellement (mars 2024), la World Checklist of Selected Plant Families (liste mondiale des familles de plantes sélectionnées) des jardins botaniques royaux de Kew, reconnaît six espèces, dont trois étaient autrefois placées dans le genre Tulipa : 
| Image | Nom scientifique                                                                  | Distribution                                     |
| ----- | --------------------------------------------------------------------------------- | ------------------------------------------------ |
|       | Amana anhuiensis (X.S.Shen) Christenh., syn. Tulipa anhuiensis X.S.Shen           | Chine (Anhui)                                    |
|       | Amana edulis (Miq.) Honda, syn. Tulipa edulis (Miq.) Baker                        | Chine, Japon et Corée                            |
|       | Amana erythronioides (Baker) D.Y.Tan & D.Y.Hong, syn. Tulipa erythronioides Baker | Chine (Anhui, Zhejiang) et Japon (Musashi, Ise). |
|       | Amana kuocangshanica D.Y.Tan & D.Y.Hong                                           | Chine (Zhejiang)                                 |
|       | Amana baohuanensis B.X.Han, Long Wang & G.Y.Lu                                    | Chine (Jiangsu)                                  |
|       | Amana wanzhensis Lu Q.Huang, B.X.Han & K.Zhang                                    | Chine (Anhui)                                    |